# Teoria das cordas Twistor
A teoria das cordas Twistor é uma teoria para unir twistor e teoria das cordas proposta por Edward Witten, em 2003, incorporando o modelo topológico B da teoria das cordas no espaço twistor. A teoria é uma equivalência entre N = 4 teoria de supersimétrica de Yang-Mills e a teoria perturbativa topológica das cordas do modelo B no espaço twistor.

## Antecedente
A teoria Twistor foi introduzida por Roger Penrose na década de 1960 como uma nova abordagem para a unificação da teoria quântica com a gravidade. O espaço Twistor é um espaço projetivo complexo tridimensional no qual as quantidades físicas aparecem como certas deformações estruturais. O espaço-tempo e os campos físicos familiares surgem como consequências dessa descrição. Mas o espaço twistor é quiral com objetos canhotos e destros tratados de forma diferente. Por exemplo, o gráviton para gravidade e o glúon para a força forte são ambos destros.
Durante este período, Edward Witten foi um dos principais desenvolvedores da teoria das cordas. Em 2003, ele produziu um artigo mostrando como a teoria das cordas pode ser introduzida no espaço twistor para fornecer um modelo físico completo incorporando campos destros e canhotos juntamente com suas interações completas.
A contribuição mais importante da teoria das cordas twistor tem sido no cálculo das amplitudes de espalhamento de colisão partícula-partícula, que determinam as probabilidades dos possíveis processos de espalhamento. Witten mostrou que eles têm uma estrutura notavelmente simples no espaço twistor; em particular amplitudes são suportadas em curvas algébricas. Isso permitiu uma melhor compreensão das observações experimentais em colisores de partículas e insights profundos sobre a natureza das diferentes teorias de campo quântico. Esses insights, por sua vez, levaram a novos insights na matemática pura. Tais tópicos incluem fórmulas de resíduos de Grassmann, o amplituedro (amplituhedron) e a ligação holomórfica.